# Euromaidan
Euromaidan (em ucraniano:  Євромайдан, Yevromaidan, literalmente 'Europraça') ou Revolução da Maidan, foi uma onda de manifestações e agitação civil ocorrida na Ucrânia, entre 2013 e 2014. Os manifestantes exigiam maior integração europeia, além de providências quanto à corrupção no governo e a eventuais sanções por parte da Rússia.
A agitação iniciou na noite de 21 de novembro de 2013, com grandes manifestações públicas de protesto na Maidan Nezalezhnosti (Praça da Independência), em  Kiev, evoluindo desde então, com muitos apelos à renúncia do presidente Viktor Yanukovytch e de seu governo. Muitos manifestantes se juntaram por causa da dispersão violenta de manifestantes em 30 de novembro e por "uma vontade de mudar a vida na Ucrânia". Em 25 de janeiro de 2014, os protestos foram alimentados por uma percepção de corrupção generalizada do governo, abuso de poder e violação dos direitos humanos na Ucrânia.
Inicialmente conduzidos por estudantes universitários, os protestos reuniram amplos setores da população descontentes com a gestão do governo do Partido das Regiões e os resultados da sua política econômica e social, a oposição política e as igrejas ucranianas (por exemplo, a Igreja Ortodoxa Ucraniana do Patriarcado de Kiev), com exceção da Igreja Ortodoxa Ucraniana do Patriarcado de Moscou e organizações sociais.

## Antecedentes

### Etimologia
O termo "Euromaidan" foi inicialmente utilizado como um hashtag no Twitter. Uma conta no Twitter chamada Euromaidan foi criada no primeiro dia dos protestos. Logo tornou-se popular na imprensa internacional. O nome é composto de duas partes: "Euro" é a abreviação para Europa e "Maidan" ("esplanada" ou "praça") refere-se Praça da Independência (Maidan Nezalejnosti) a principal praça da capital ucraniana Kiev, onde os protestos estão centrados.
Durante os protestos a palavra "Maidan" passou a significar o ato da própria política pública.
O termo "Primavera Ucraniana" é por vezes utilizado em referência à Primavera Árabe, que foi desencadeada por causas similares como o autoritarismo opressivo, a corrupção generalizada das autoridades, a cleptocracia e a falta de oportunidade. 

### Causas iniciais
Em 30 de março de 2012, a União Europeia (UE) e Ucrânia deram início a um Acordo de Associação, no entanto, os líderes da UE declararam mais tarde que o acordo não seria ratificado a menos que a Ucrânia solucionasse a situação de uma "deterioração flagrante da democracia e do Estado de Direito", incluindo a prisão de Yulia Tymoshenko e Yuriy Lutsenko em 2011 e 2012. Nos meses que antecederam os protestos, o presidente ucraniano, Viktor Yanukovich pediu ao parlamento a adoção de leis para que a Ucrânia cumprisse os critérios da UE. 
Em 21 de novembro de 2013, um decreto do governo ucraniano suspendeu os preparativos para a assinatura do acordo de associação. A razão apresentada foi que nos meses anteriores a Ucrânia tinha experimentado "uma queda na produção industrial e nas nossas relações com os países da Comunidade dos Estados Independentes". O governo também assegurou que "a Ucrânia recomeçará a preparar o acordo quando a queda na produção industrial e as relações com os países da CEI fossem compensadas pelo mercado europeu". Segundo o primeiro-ministro ucraniano Mykola Azarov "as condições extremamente duras" de um empréstimo do FMI (apresentadas pelo FMI em 20 de novembro de 2013), que incluía grandes cortes no orçamento e um aumento de 40% nas contas de gás, tinha sido o último argumento a favor da decisão do governo ucraniano de suspender os preparativos para a assinatura do Acordo de Associação. 
O presidente Yanukovych participou da cúpula da UE em Vilnius nos dias 28 e 29 de novembro (onde originalmente estava previsto que o Acordo de Associação seria assinado em 29 de novembro de 2013), mas o acordo de associação não foi firmado. Tanto Yanukovych como altos oficiais da UE sinalizaram que queriam assinar o Acordo de Associação em uma data posterior. 

### Opinião pública sobre o Euromaidan
De acordo com pesquisas de dezembro de 2013 (por três pesquisas de opinião diferentes) entre 45% e 50% dos ucranianos apoiaram o Euromaidan, e entre 42% e 50% se opuseram. O maior apoio para o protesto pode ser encontrado em Kiev (cerca de 75%) e oeste da Ucrânia (mais de 80%). Entre os manifestantes Euromaidan, 55% são do oeste do país, com 24% da região central da Ucrânia e 21% do leste.
De acordo com uma pesquisa de janeiro, 45% dos ucranianos apoiaram os protestos e 48% dos ucranianos desaprovavam o Euromaidan.

### Opinião pública sobre a adesão à UE
De acordo com um estudo de agosto de 2013 pela empresa de Donetsk, Research & Branding Group, 49% dos ucranianos apoiaram a assinatura do Acordo de Associação, enquanto 31% se opuseram e o restante não havia decidido ainda. No entanto, em uma enquete de dezembro pela mesma empresa, apenas 30% afirmaram que os termos no Acordo de Associação seriam benéficos para a economia da Ucrânia, enquanto 39% disseram que eram desfavoráveis para a Ucrânia. Na mesma pesquisa, apenas 30% disse que a oposição seria capaz de estabilizar a sociedade e governar bem o país, caso chegasse ao poder, enquanto 37% discordou.
Os autores da pesquisa da GfK Ukraine, conduzida entre 2-15 de outubro de 2013, reivindicaram que 45% dos entrevistados acreditavam que Ucrânia deveria assinar um Acordo de Associação com a UE, ao passo que apenas 14% favoreceu a adesão à União Aduaneira da Bielorrússia, Cazaquistão e Rússia, e 15% preferiram o não-alinhamento.
Outra pesquisa realizada em novembro pelo IFAK Ukraine para o DW-Trend mostrou 58% dos ucranianos apoiam a entrada do país na União Europeia. Por outro lado, uma pesquisa de novembro de 2013 pelo Kyiv International Institute of Sociology apontou 39% apoiando a entrada do país na União Europeia e 37% apoiando à adesão da Ucrânia à União Aduaneira da Bielorrússia, Cazaquistão e Rússia. 

## Início das manifestações

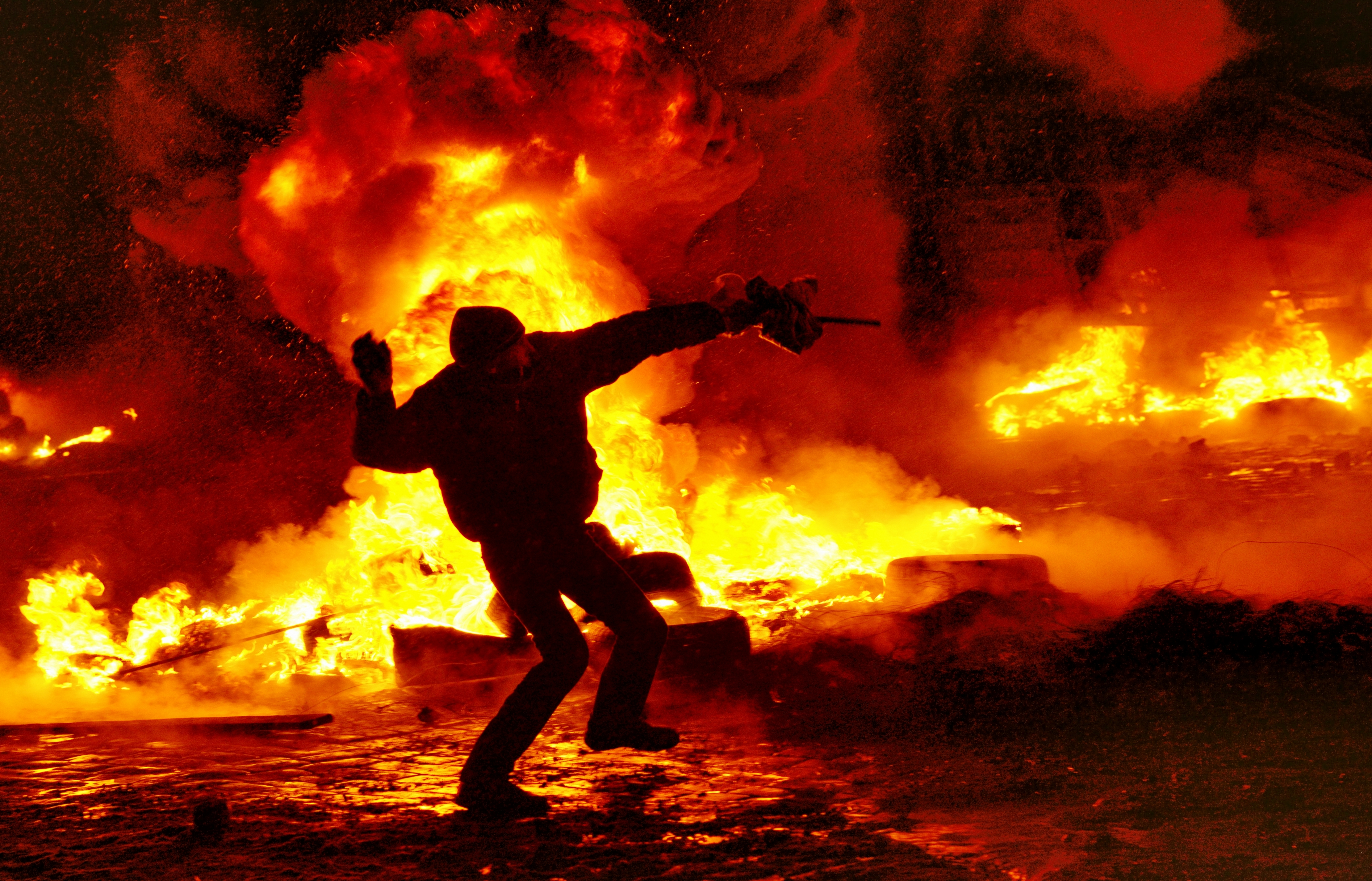
Protesto inflamado na rua Hrouchevskoho, 22 de janeiro de 2014

As manifestações começaram na noite de 21 de novembro de 2013, quando protestos espontâneos irromperam na capital, Kiev, após o governo ucraniano ter suspendido os preparativos para a assinatura de um Acordo de Associação e de um Acordo de Livre Comércio com a União Europeia, em favor de relações econômicas mais estreitas com a Rússia. Depois de alguns dias de manifestações, um número crescente de estudantes universitários juntou-se aos protestos.
Apesar das exigências não atendidas até ao momento para renovar a integração da Ucrânia na UE, o Euromaidan tem sido repetidamente caracterizado como um acontecimento de grande simbolismo político para a própria União Europeia, em particular como "a maior manifestação pró-europeia da história". 
Os protestos decorreram apesar de forte presença policial, temperaturas periodicamente abaixo de zero e neve. A escalada da violência das forças do governo no início da manhã de 30 de novembro fizeram com que o nível dos protestos subissem, com 400 000 a 800 000 manifestantes em Kiev nos fins de semana de 1 de dezembro e 8 de dezembro. Nas semanas posteriores, o número de manifestantes nos protestos oscilou entre 50 000 e 200 000. Revoltas violentas ocorreram em 1º de dezembro e entre 19 de janeiro e 25 de janeiro em resposta à brutalidade policial e à repressão do governo. Desde 23 de janeiro, vários edifícios governantes e conselhos regionais nos Oblasts da Ucrânia Ocidental foram ocupados em uma revolta por ativistas Euromaidan. Nas cidades russófonas de Zaporizhzhya, Sumy e Dnipropetrovsk, os manifestantes também tentaram assumir o edifício do governo local, mas foram recebidos com violência policial considerável e força.
Em 28 de janeiro, o primeiro-ministro ucraniano Mykola Azarov, apresentou a sua renúncia ao presidente e depois a maioria dos membros do Parlamento, reunidos em assembleia especial, comprometeu-se a revogar as leis controversas que limitam os direitos de expressão e de reunião.

## Aumento da violência em fevereiro

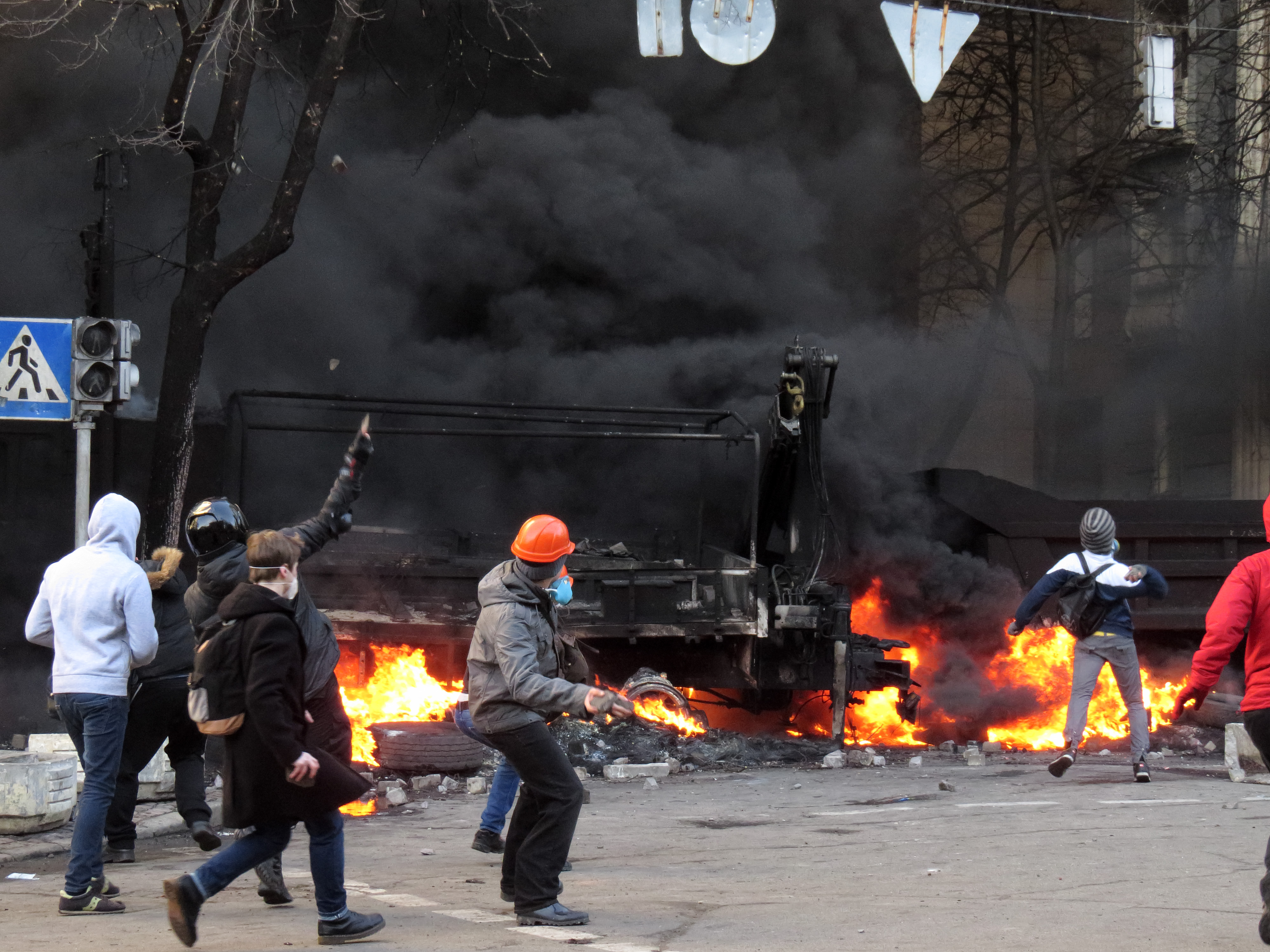
Protesto Euromaidan em Kiev, 18 de fevereiro de 2014.

Em 18 de fevereiro, às 20h00, na sequência de um aumento da violência, a polícia tentou expulsar pela força os manifestantes da Praça da Independência. Como resultado, em 19 de fevereiro foram contadas 26 mortes e mais de uma centena de feridos, por causa dos confrontos entre a polícia e os manifestantes, ocorridos durante a noite.
Na noite de 19 para 20 de fevereiro, o governo ucraniano e a oposição concordaram com uma trégua. O líder do principal partido da oposição classificou a trégua como "boas notícias". Depois de seis horas vigente, a trégua foi rompida e tumultos ocorreram de novo, desta vez com armas de fogo. Alguns meios de comunicação contaram 21 mortos a tiro entre os manifestantes durante a manhã seguinte à trégua, qualificando o clima em Kiev de "pré-guerra civil". O ministro do Interior, Vitaliy Zakharchenko ordenou à tarde a entrega de armas para os policiais. Zakharchenko chamou a missão dos agentes policiais de "operação anti-terrorista". Também na parte da tarde, fontes hospitalares da oposição aproximaram o número de mortos em centenas, enquanto que as fontes oficiais mantinham em 67 mortes. Os opositores também mantinham retidos nesse momento 67 policiais. Embora a oposição afirmasse em suas declarações que a polícia "atira para matar", o governo declarou que as forças estão agindo "em legítima defesa", por causa da violência da oposição.

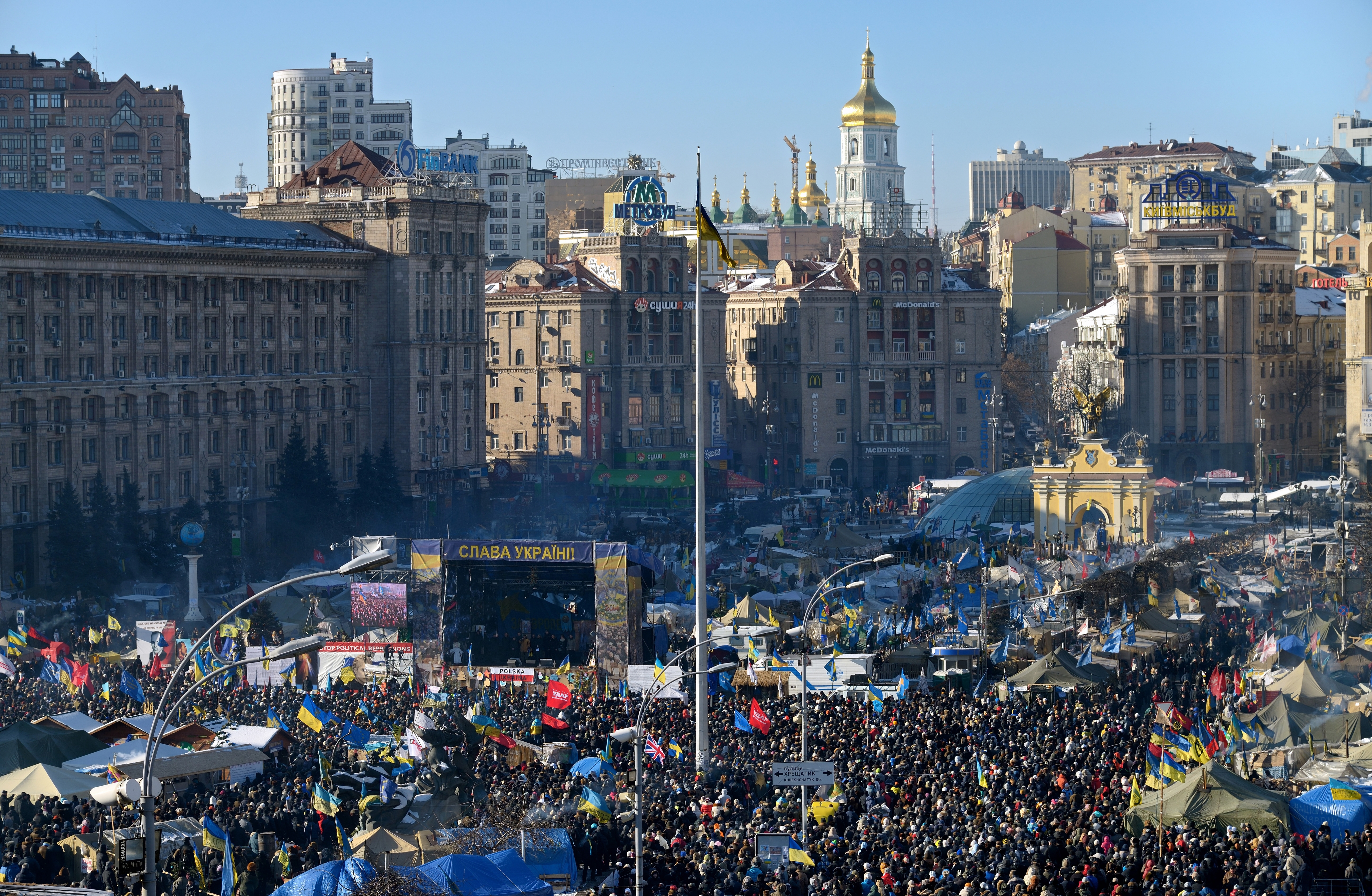
Kiev, 2 de fevereiro de 2014

## Consequências
Em conexão com os trágicos acontecimentos de 18-20 de fevereiro, Yanukovych foi forçado a fazer concessões à oposição para acabar com banho de sangue em Kiev e encerrar a acentuada crise política. Um acordo sobre a resolução da crise política na Ucrânia foi assinado por Vitali Klitschko, Arseniy Yatsenyuk, Oleh Tyahnybok; presenciando a assinatura estavam os Ministros das Relações Exteriores da Alemanha e da Polônia - Frank-Walter Steinmeier e Radosław Sikorski - e o chefe do Departamento para a Europa continental do Ministério das Relações Exteriores da França Eric Fournier. Vladimir Lukin, representando a Rússia, recusou-para a sua assinatura no âmbito do acordo.
Na noite de 21 de fevereiro, os Maidan, apesar do acordo, prometeram entrar em conflito armado se Yanukovych não renunciasse. Posteriormente, a polícia de choque recuou e Yanukovych e muitos outros altos oficiais do governo fugiram do país. Os manifestantes ganharam o controle da administração presidencial e da propriedade particular de Yanukovych. No dia seguinte, o parlamento removeu Yanukovych do cargo, substituiu o governo com um pró-UE, e ordenou que Yulia Tymoshenko fosse libertada da prisão. Na sequência, a Crise da Crimeia começou em meio aos distúrbios pró-russos.
Apesar do controverso impeachment de Yanukovych, da instalação de um novo governo, e da assinatura das disposições políticas do Acordo de Associação União Europeia-Ucrânia, os protestos prosseguiram para manter pressão sobre o governo, contra os protestos pró-russos e rejeitar a intervenção russa na Ucrânia.

## Galeria

Ucrânia e a Associação Oriental em 2013
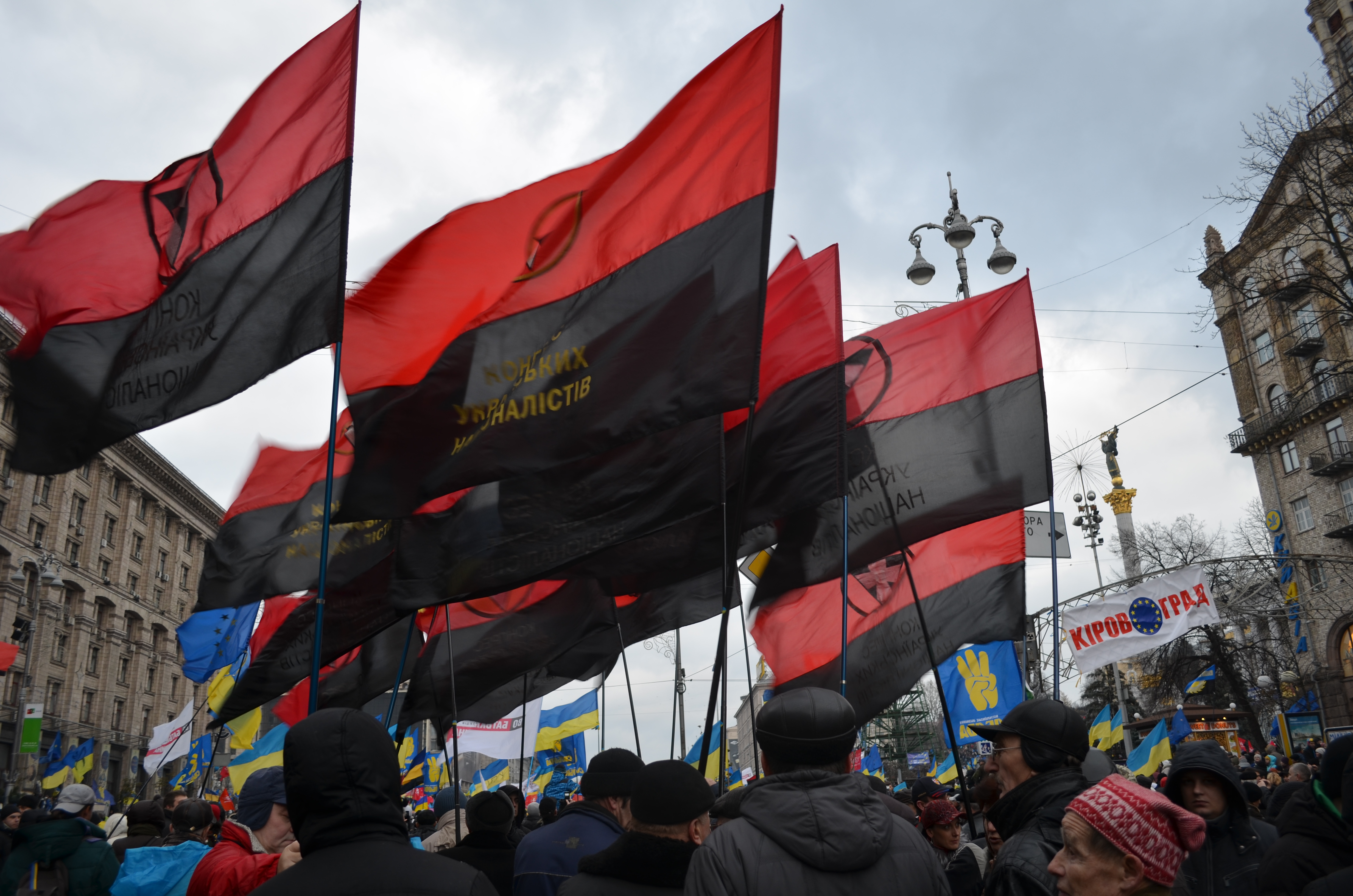
O Congresso dos Nacionalistas Ucranianos (KUN) participando dos protestos em Kiev
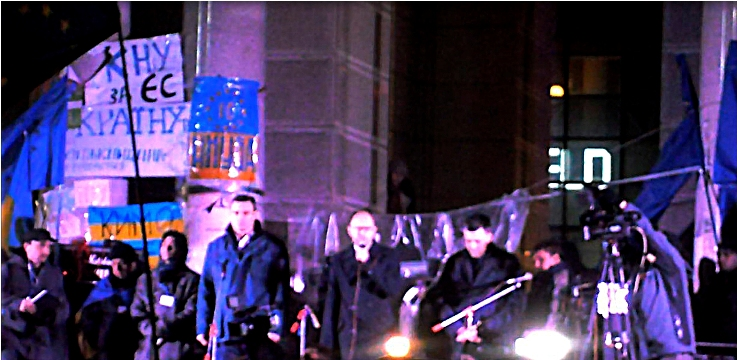
Líderes dos partidos de oposição: Vitali Klitschko, Arseny Yatseniuk e Oleg Tiagnibok no Euromaidan
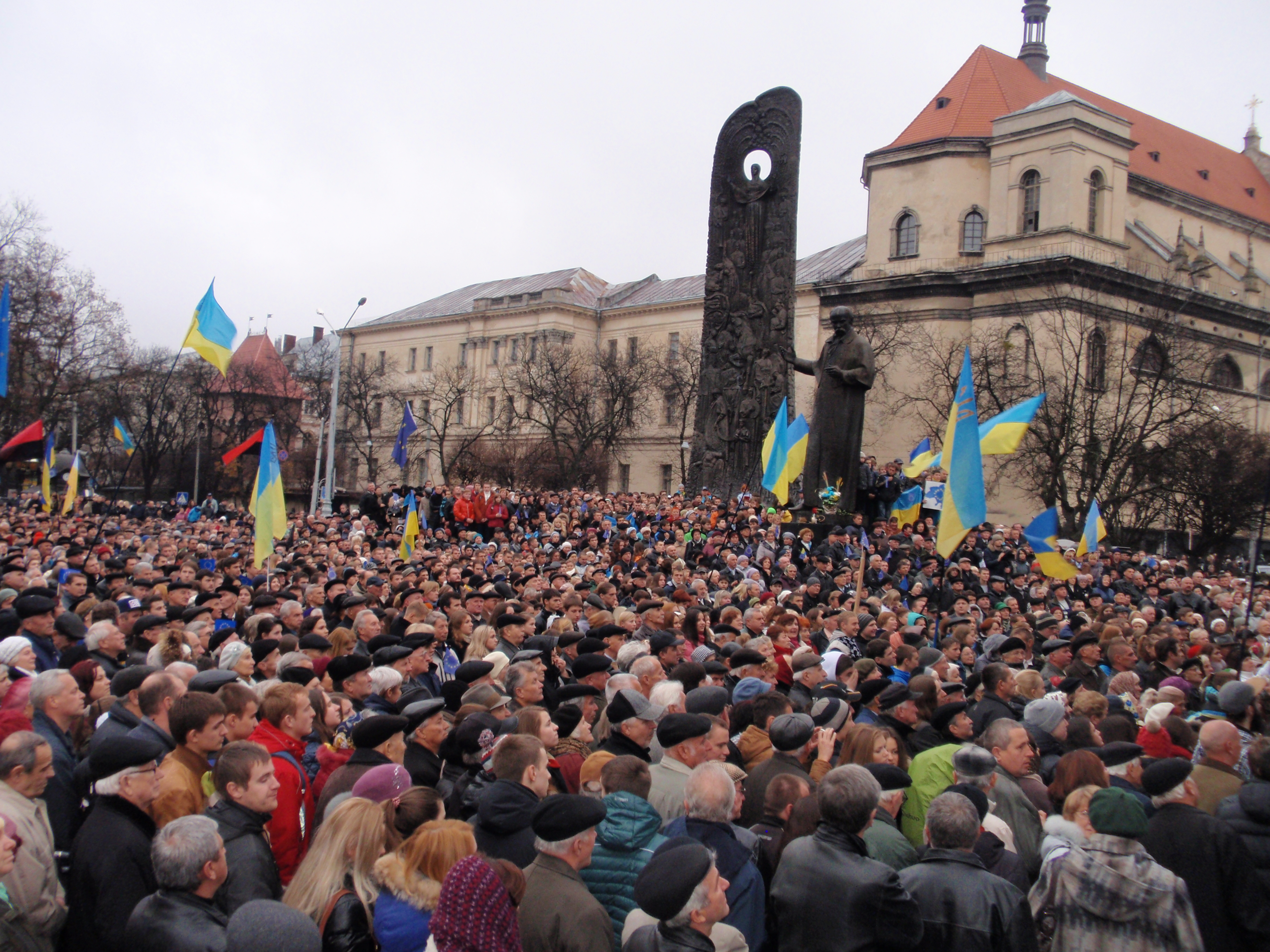
Protestos em Lviv em novembro de 2013
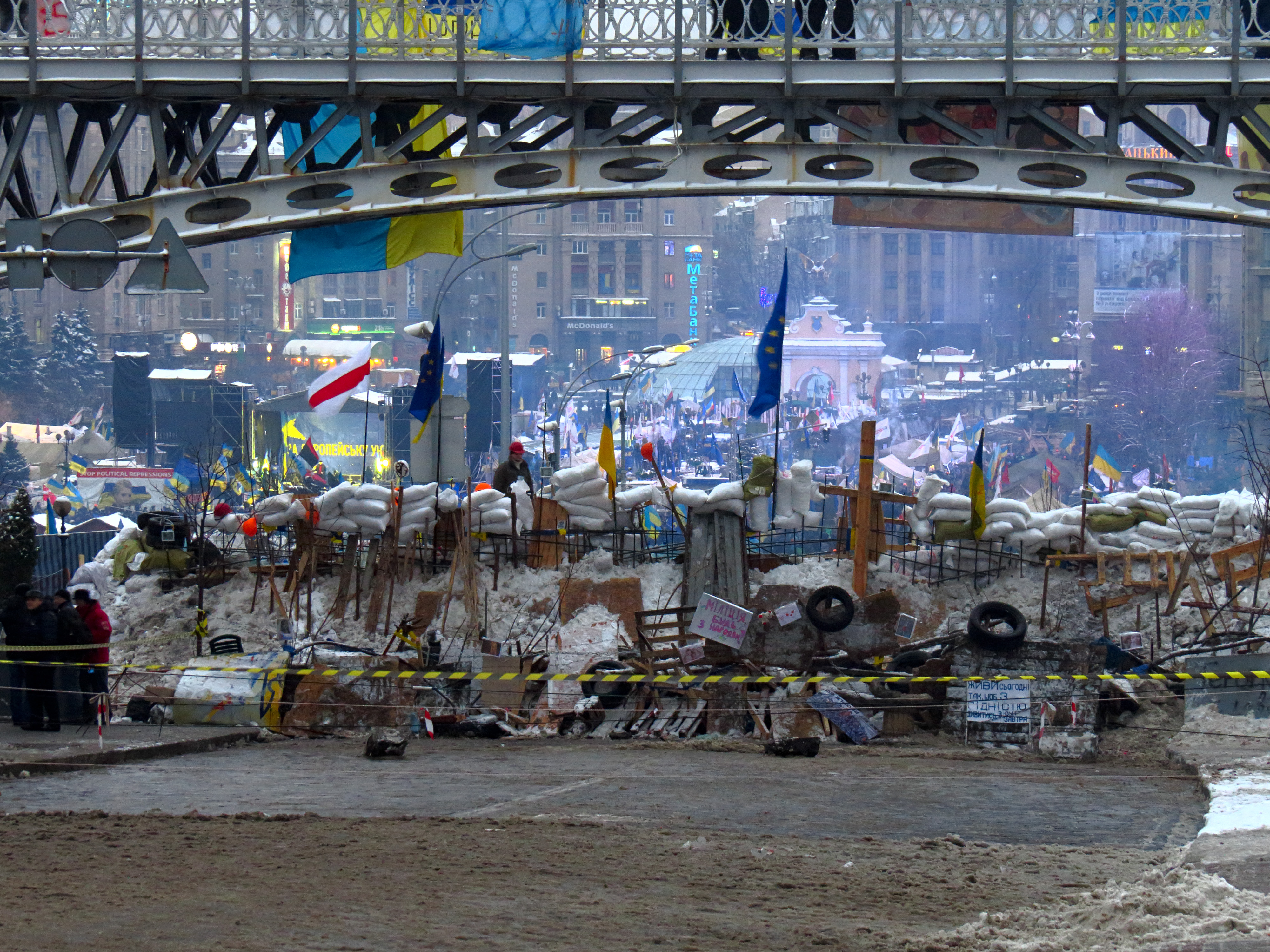
Barricadas em Kiev em dezembro de 2013
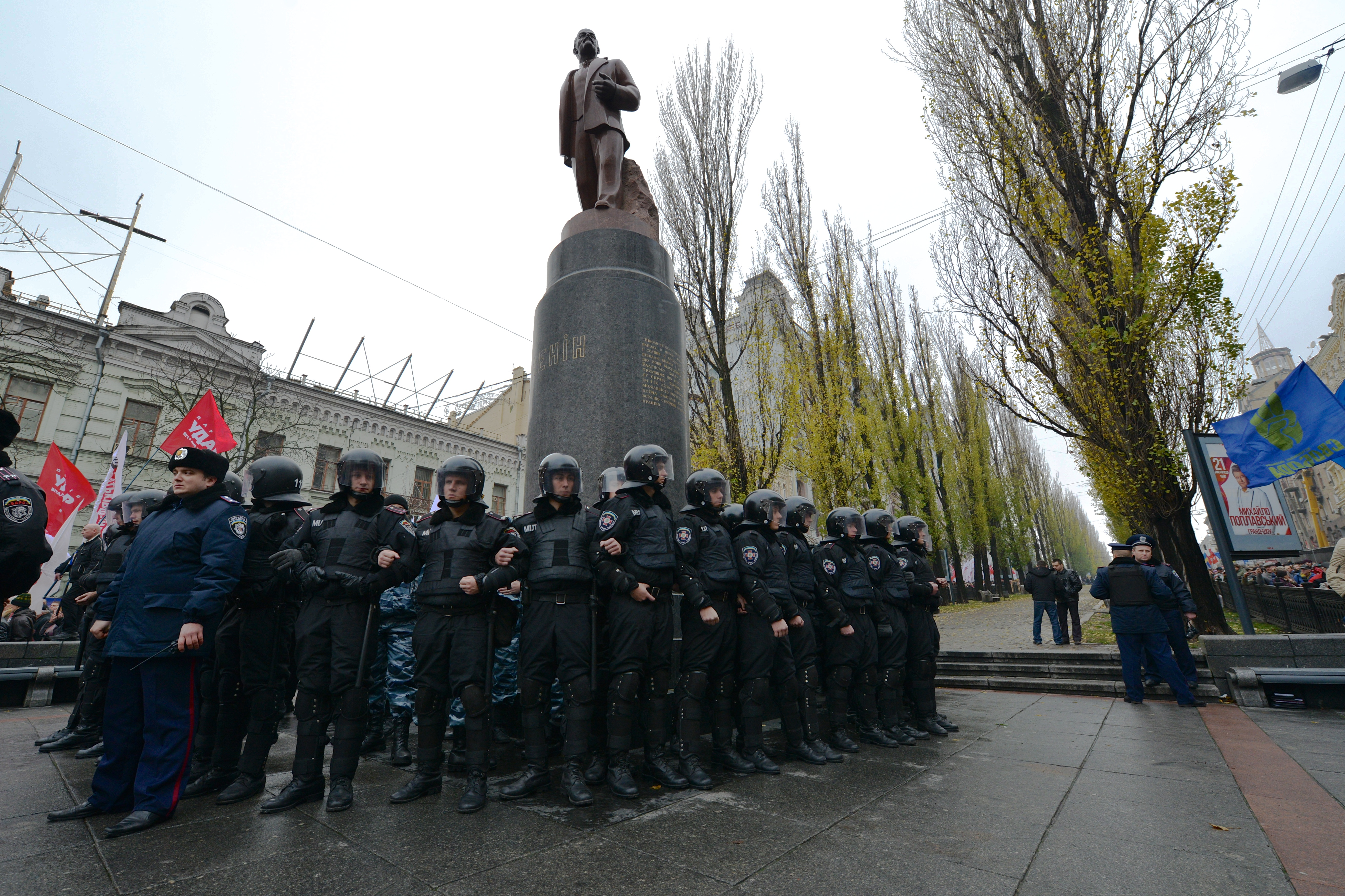
Policiais protegendo uma estátua de Lenin 24 de novembro de 2013
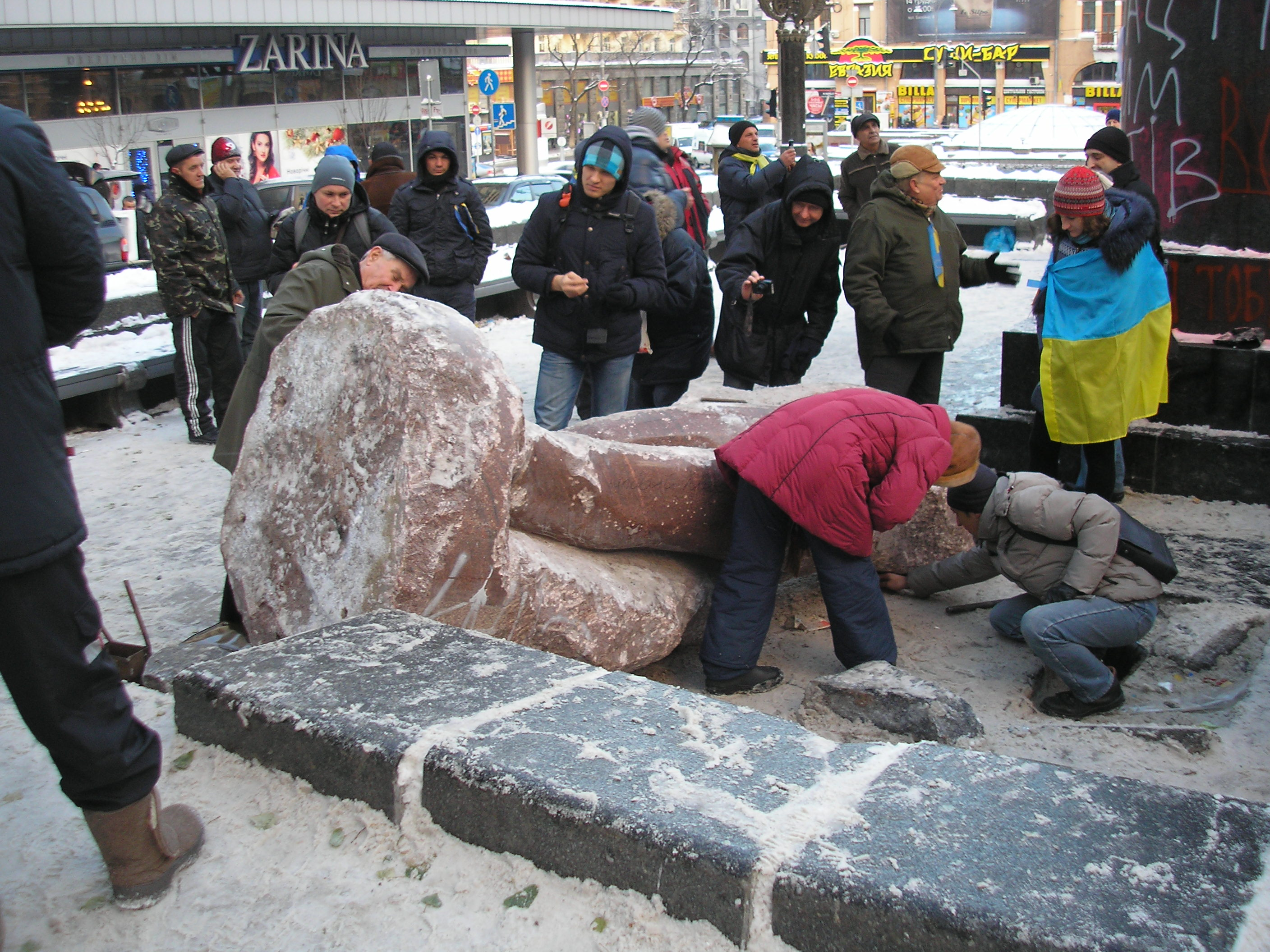
Restos da estátua de Lenin no dia seguinte ao seu derrube por manifestantes Euromaidan
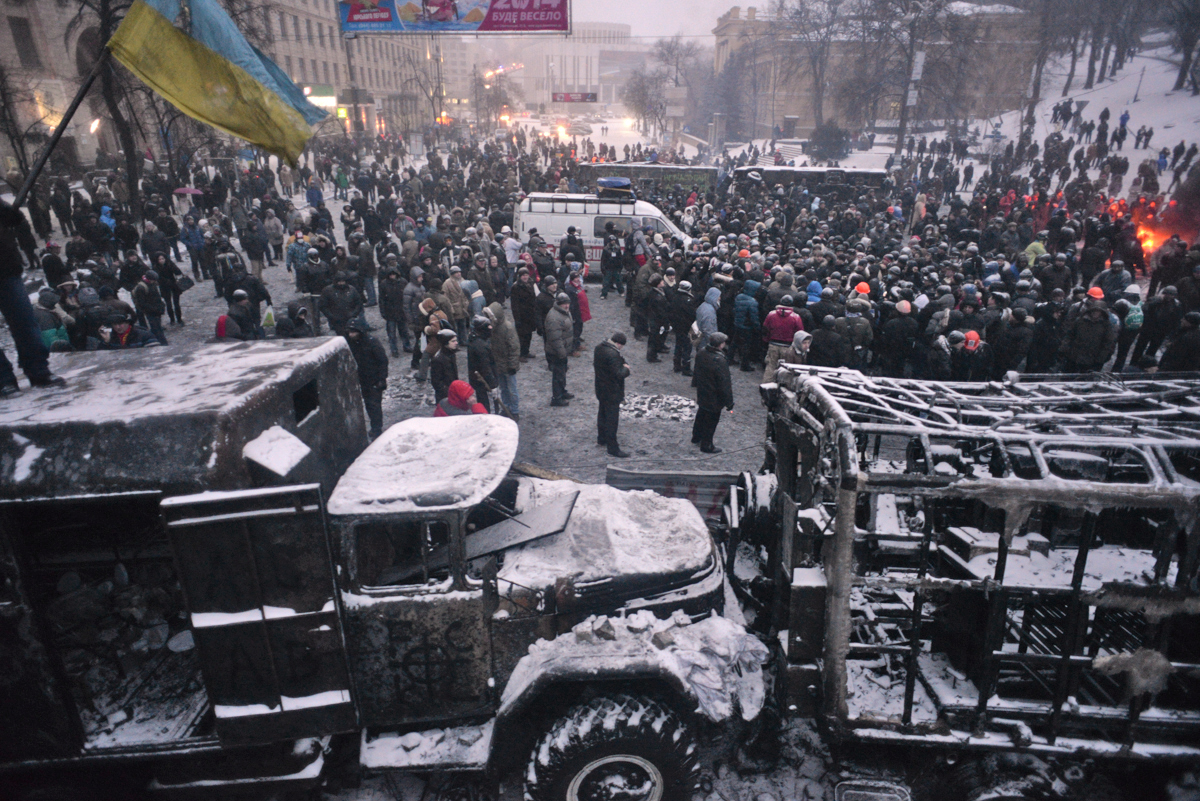
Manifestantes junto a veículos queimados na rua Dynamivska em Kiev, janeiro de 2014
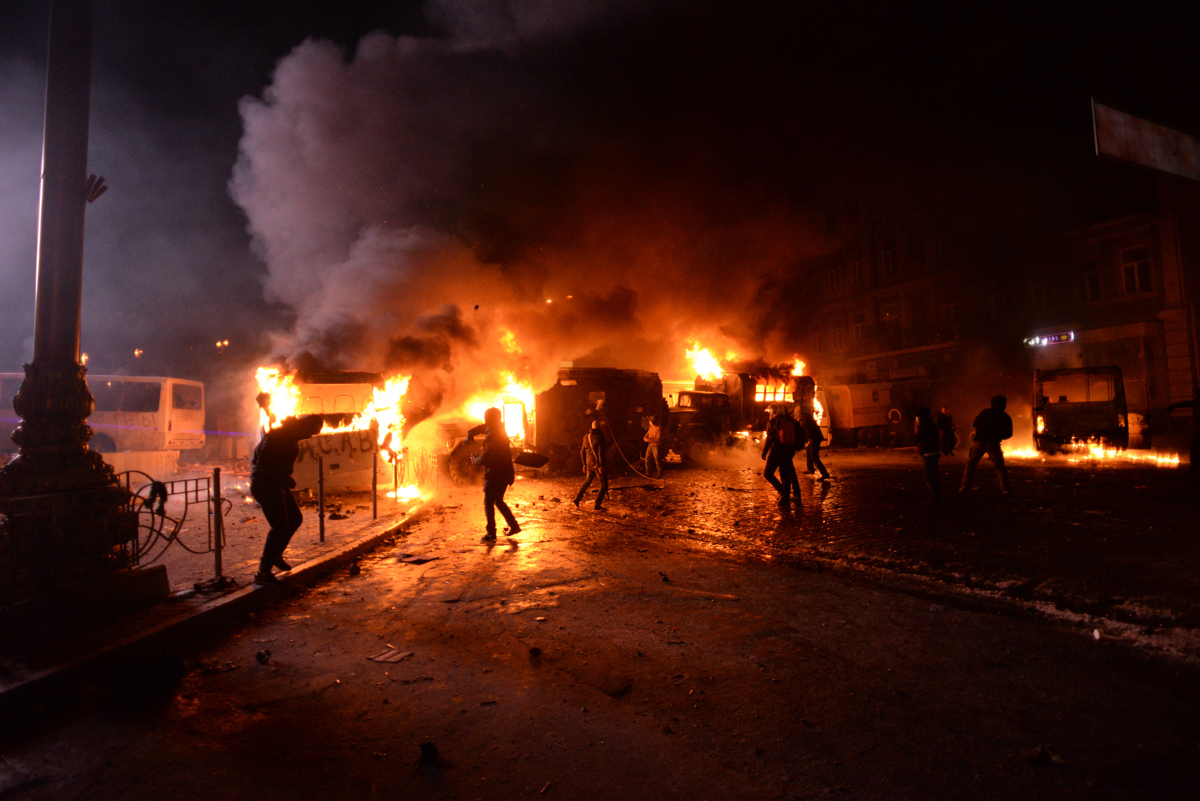
Os radicais Euromaidan lançam cocktails molotov contra a polícia, janeiro de 2014.
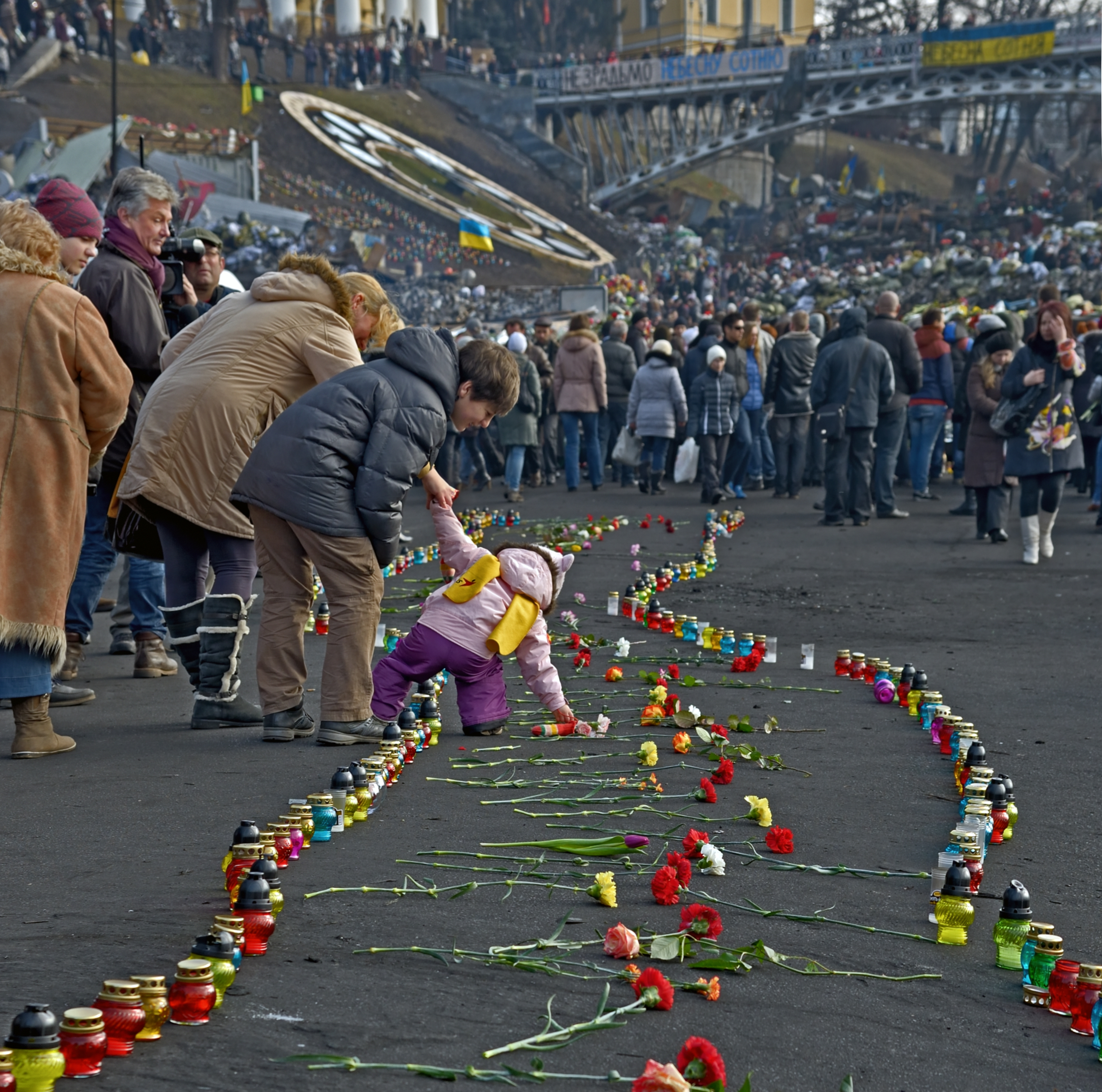
Em memória dos que morreram em Euromaidan. Ynstytutska triq. Kiev. 24.02.2014
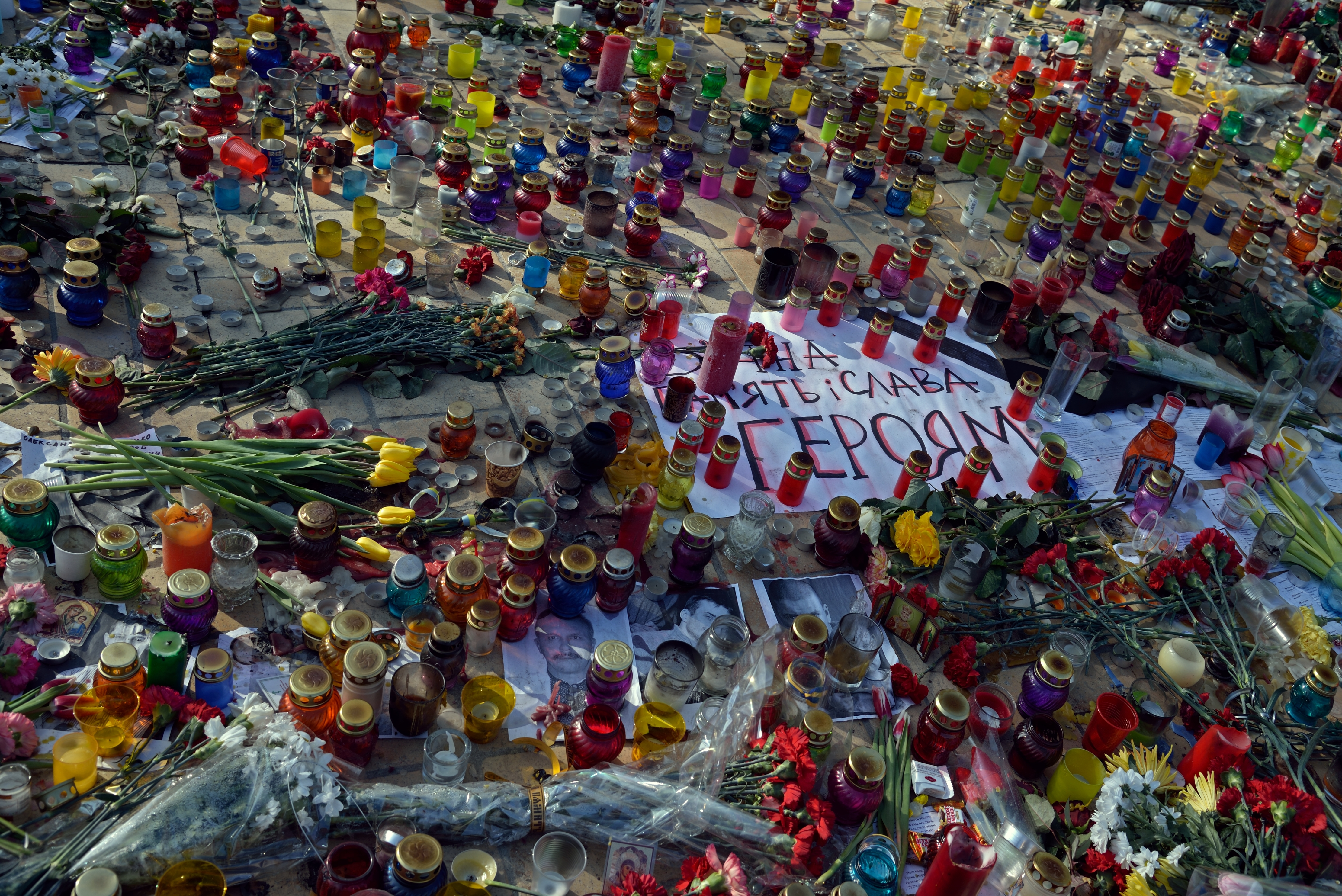
Em memória dos que morreram em Euromaidan. Pjazza San Sofia. Kiev. 24.02.2014